# Marguerite de Soissons
Pour l’article homonyme, voir Marguerite de Soissons (reine d'Arménie).
Marguerite de Soissons (morte en 1344) est une aristocrate française. Elle est la fille unique d'Hugues, comte de Soissons, et de Jeanne d'Argies et la petite-fille de Jean III de Soissons. En 1306, elle succède à son père comme comtesse de Soissons.
Marguerite épouse peu avant le 23 janvier 1317 Jean de Beaumont, fils de Jean Ier de Hainaut. Ils ont au moins une fille :
- Jeanne de Beaumont (1323-1350), comtesse de Soissons, mariée d'abord avec Louis Ier de Blois-Châtillon, d'où trois fils, et ensuite avec Guillaume Ier de Namur, sans descendance.

Par leur mariage, Jean devint comte de Soissons de jure uxoris.

## Sources
Dormay, C., Histoire de la ville de Soissons et de ses rois, ducs, comtes et gouverneurs, Soissons, 1664 (disponible sur Google Books)